# Aristolochia chrysochlora
Aristolochia chrysochlora är en piprankeväxtart som beskrevs av João Barbosa Rodrigues. Aristolochia chrysochlora ingår i släktet piprankor, och familjen piprankeväxter. Inga underarter finns listade i Catalogue of Life.